# Dreipass

Dreipass (‚stehend‘)

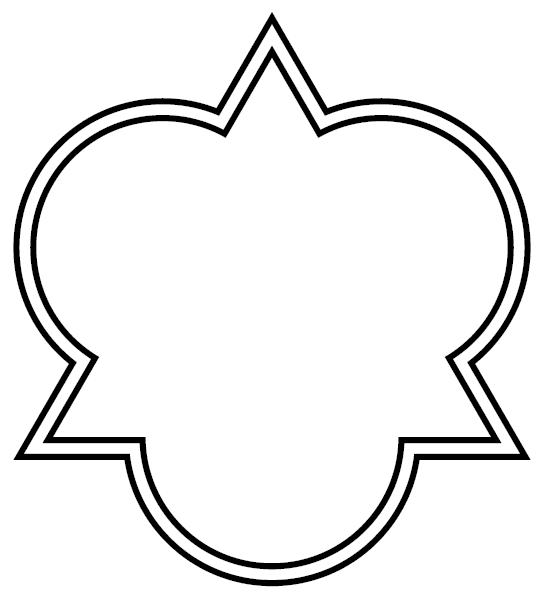
Dreipass (‚stehend‘) mit Dreieckspitzen

Überschneidender Dreipass (‚liegend‘)

Gezogener Dreipass (Fischblase)

Dreipasse sind häufige Ornamente der Spätromanik und der Gotik. Man unterscheidet zwischen ‚stehenden‘ und ‚liegenden‘ sowie geschlossenen und – meist nach unten – offenen Dreipassen (‚Dreipassbögen‘).
Ein Dreipass besteht aus drei nach außen weisenden Kreisbögen mit gleichen Radien, die einem Kreis einbeschrieben sind. Die nach innen weisenden Spitzen an den Schnittpunkten zweier Kreisbögen werden als Nasen bezeichnet. Es gibt allerdings zahlreiche Abwandlungen und Sonderformen.

## Geschichte
Der Dreipass war ein in der Indus-Kultur verbreitetes Ornament. Antike Dreipassformen sind nicht bekannt. In der mittelalterlichen Architektur tauchen sie als Ornament seit der Zeit der Romanik auf und erleben ihren gestalterischen Höhepunkt in der Zeit der Gotik. In der Renaissance und im Barock versinken sie – von wenigen Ausnahmen abgesehen – wieder in der Vergessenheit, um in der historisierenden Kunst des 19. Jahrhunderts erneut verwendet zu werden.

## Dreipasse
In der Architektur wurden Dreipasse bei der Gestaltung von Fenstern (zumeist im Maßwerk) genutzt. Auch auf Münzen sind sie als Verzierung des Gepräges, die das innere Münzbild umschließen, seit dem Hochmittelalter als ornamentale Umrahmung der Münzrückseite (Revers) zu finden; auch in Wappen und Siegeln tauchen sie auf.

## Dreipassbögen
Offene Dreipassbögen an Portalen sind ausgesprochen selten; an anderer Stelle jedoch sind sie in der gotischen und neogotischen Architektur häufig zu finden (z. B. als oberer Abschluss von Fenstern, Wandnischen etc.). Auch in geschlossener Form als Blend- und Überfangbögen sowie als Blendmaßwerk kommen sie vor.

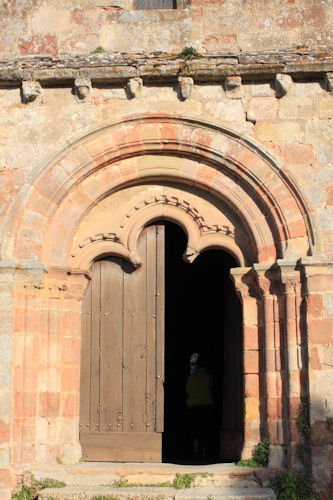
Kirche von Marigny (Allier)
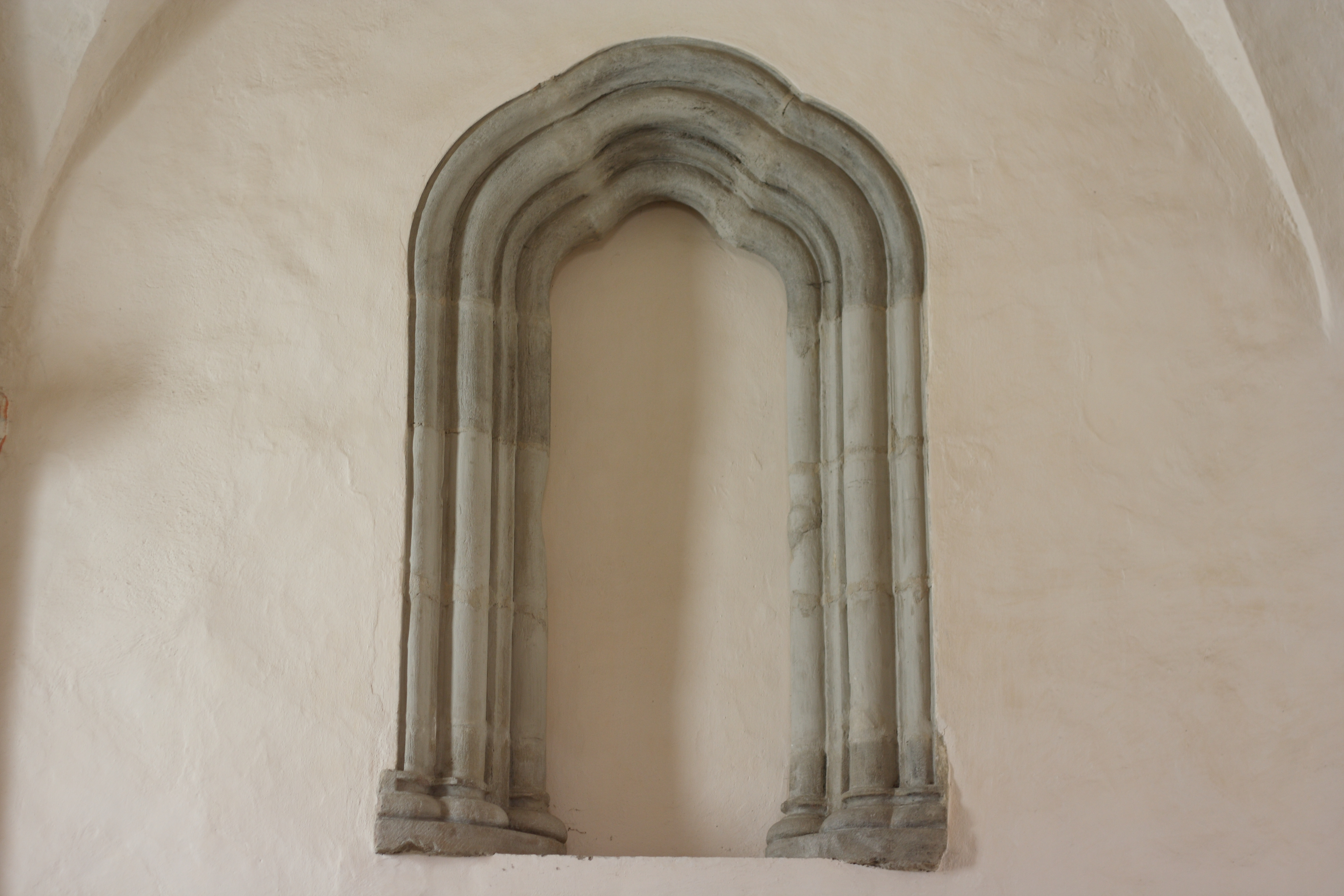
Wandnische, St. Maria (Auhausen)
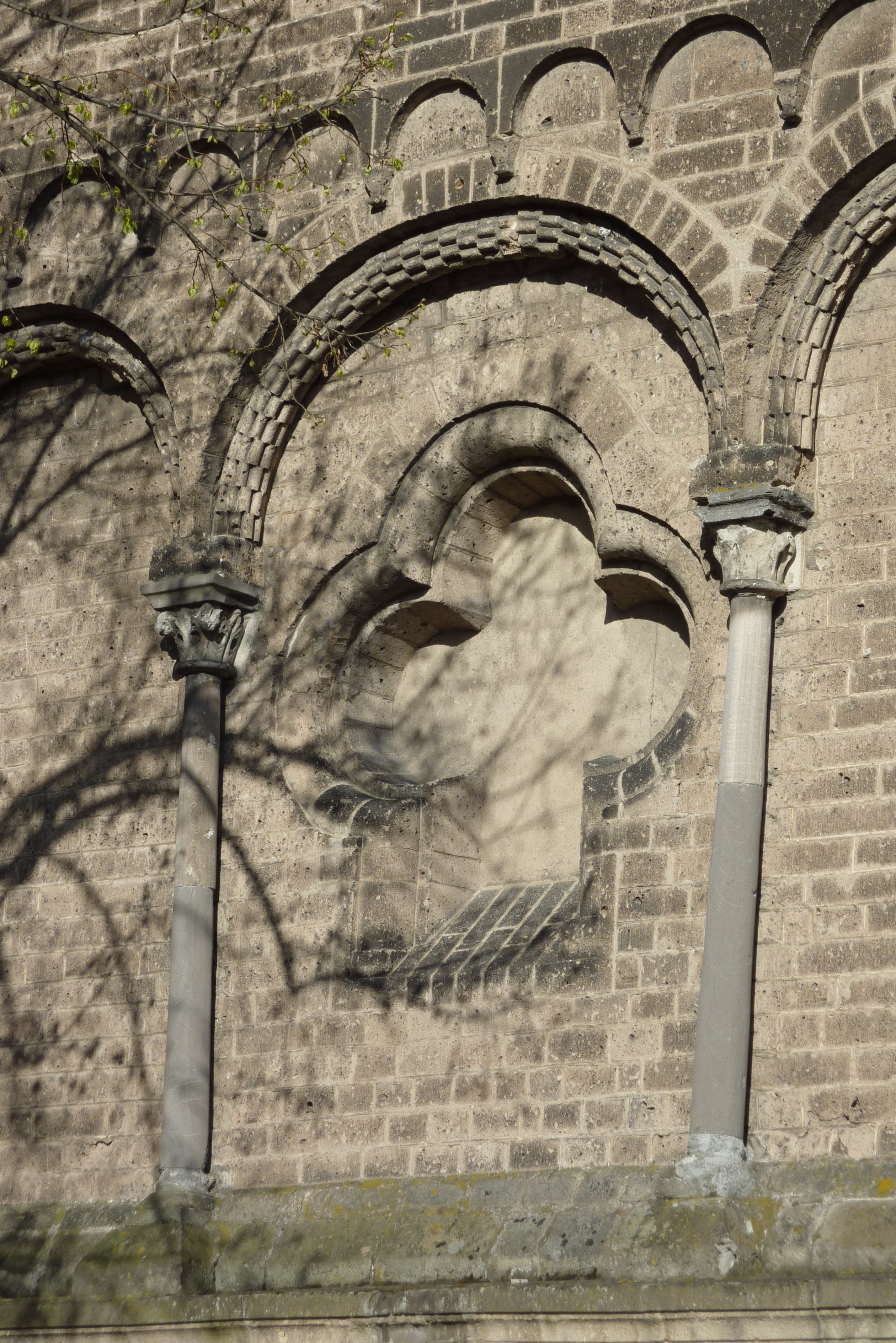
Blendfenster, St. Michael (Andernach)
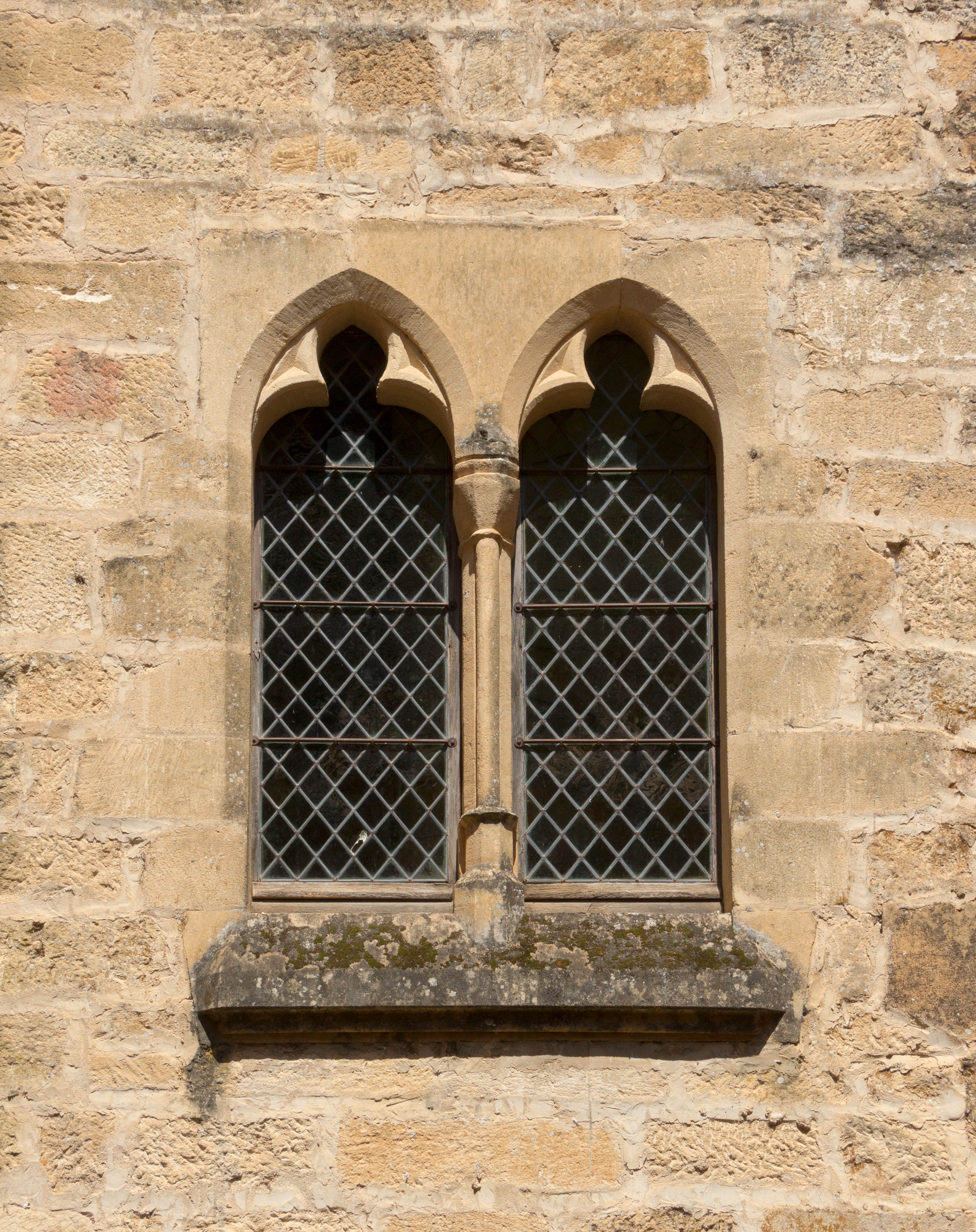
Zwillingsfenster, Burg Beynac
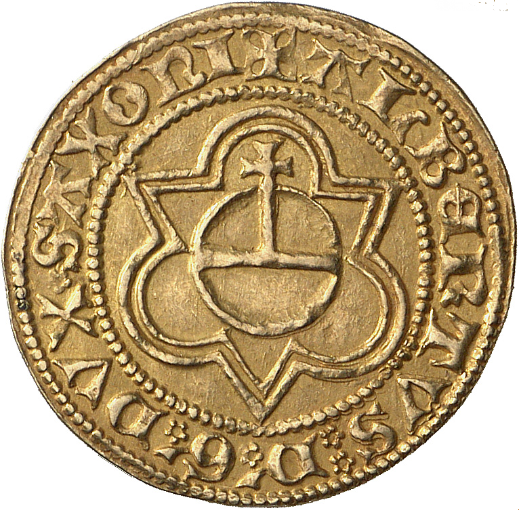
Goldgulden (Groschenzeit Sachsen) Dreipass mit Spitzen, lt. KRUG „Doppeldreipass“

## Geometrische Eigenschaften

Beweisfigur

Gegeben sei ein Dreipass mit drei sich paarweise berührenden kongruenten Kreisen mit Radius {\displaystyle r}, die einem Kreis {\displaystyle k} mit Radius {\displaystyle R} einbeschrieben sind. Dann gilt
{\displaystyle r=R\cdot \left(2{\sqrt {3}}-3\right)}.
Beweis:
Der Umkreis eines gleichseitigen Dreiecks mit der Seitenlänge {\displaystyle s} hat den Radius
{\displaystyle R={\frac {s}{3}}{\sqrt {3}}},
was gleichbedeutend ist mit
{\displaystyle s=R{\sqrt {3}}}.
Hieraus folgt nach dem Strahlensatz im gelben Dreieck der Beweisfigur
{\displaystyle (R-r):R=(2r):\left(R{\sqrt {3}}\right)}
und weiter nach elementaren algebraischen Termumformungen
{\displaystyle r=R\cdot \left(2{\sqrt {3}}-3\right)}.